# 1726 Hoffmeister
1726 Hoffmeister este un asteroid din centura principală, descoperit pe 24 iulie 1933, de Karl Reinmuth.